# Conflict
Conflict é uma banda anarcopunk britânica originária do sul de Londres. Formada em 1981, seus membros originais eram Colin Jerwood (vocal), Francisco "Paco" Carreno (bateria), Big John (baixo), Steve (guitarra), Pauline (vocal) e Paul "Nihilistic Nobody" (visual).
A banda sempre foi aberta em relação a assuntos como anarquismo, direitos animais, movimento pacifista e seu apoio a organização Class War, e algumas de suas apresentações na década de 1980 eram acompanhadas por tumultos.

## Discografia

### Álbuns de estúdio
- It's Time to See Who's Who (1983)
- Increase the Pressure (1984)
- The Ungovernable Force (1986)
- The Final Conflict (1988)
- Against All Odds (1989)
- Conclusion (1993)
- It's Time to See Who's Who Now (1994)
- There's No Power Without Control (2003)

### EP's
- "The House That Man Built" EP (Junho de 1982)
- "To a Nation of Animal Lovers" EP (Outubro de 1983)
- "The Serenade is Dead" EP (Janeiro de 1984)
- "This is Not Enough, Stand Up and Fucking Fight" 7" (Março 1985)
- "The Battle Continues" 7" (Outubro 1985)
- "The Final Conflict" 12"(1988,)
- "These Colours Don't Run" 7" / CD (Outubro 1993)
- "BBC1" 7" (1995)
- "Now You've Put Your Foot In It" 7" / CD (2001)
- "Carlo Giuliani" 7" / CD (Abril 2003)